# Sony Xperia PRO
Sony Xperia PRO — смартфон на базі Android, вироблений Sony Mobile. Він є ексклюзивним для Сполучених Штатів, Японії та Європи і призначений як телефон для професіоналів у сфері відео, пропонуючи вхід HDMI та підключення mmWave 5G.

## Технічні характеристики

### Апаратне забезпечення
Xperia PRO працює на базі Qualcomm Snapdragon 865 і графічного процесора Adreno 650, має 12 ГБ оперативної пам’яті та 512 ГБ внутрішньої пам’яті UFS 3.0 (яку можна розширити до 1 ТБ за допомогою слота для карт microSDXC), а також один слот nano SIM. Дисплей представляє собою 6,5-дюймовий 4K OLED з надшироким співвідношенням сторін 21:9, який підтримує HDR BT.2020 і здатний відображати мільярд кольорів. Ємність акумулятора становить 4000 мА·г і забезпечує швидку зарядку 21 Вт через USB-C, але не підтримує бездротову зарядку. Є фронтальні стереодинаміки та аудіороз'єм 3,5 мм. Xperia PRO має порт micro-HDMI, який дає змогу використовувати його як польовий монітор камери через додаток External Monitor або передавати пряме відео прямо на YouTube із зовнішньої камери. Телефон також має додаткову програму Network Visualizer, яка відображає швидкість вивантаження та завантаження в режимі реального часу.

#### Камера
Конфігурація камери Xperia PRO ідентична до Xperia 1 II, з трьома 12-мегапіксельними датчиками на задній панелі і 3D-датчиком iToF, а також переднім датчиком на 8 Мп. Задні камери включають основний об’єктив (24 мм f/1,7), надширококутного об’єктива (16 мм f/2,2) і телеоб'єктив (70 мм f/2,4); кожен із них має антивідблискове покриття ZEISS T✻ (T-Star). Телефон підтримує запис відео 4K зі швидкістю до 60 кадрів в секунду і 1080p до 120 кадрів в секунду.

### Програмне забезпечення
Xperia PRO працює на Android 10. Sony також поєднала технологію камери телефону з режимом «Pro», розробленим підрозділом камер Sony CineAlta, чиї функції наближені до лінійки камер Alpha.